# Maria Annunziata di Borbone-Due Sicilie
Maria Annunziata Isabella Filomena Sebasia (Caserta, 24 marzo 1843 – Vienna, 4 maggio 1871), fu una principessa del Regno delle Due Sicilie per nascita e arciduchessa d'Austria per matrimonio. Fu la madre di Francesco Ferdinando d'Austria-Este, il cui assassinio fu la causa dello scoppio della prima guerra mondiale.

## Biografia
Era la quarta figlia di Ferdinando II di Borbone e della sua seconda moglie, l'arciduchessa Maria Teresa d'Asburgo-Teschen.
Il padre usava, scherzosamente, dare un vezzeggiativo ad ogni suo caro. Maria Annunziata veniva chiamata "Ciolla".
Diversamente dai fratelli e dal padre, allegri e vivaci, Maria Annunziata era calma, pudica e riservata. Aveva avuto come modello la madre Maria Teresa, che aborriva feste, vita mondana e vita di corte, preferendo rimanere chiusa nei suoi appartamenti per dedicarsi alla cura dei figli ed ai lavori di cucito. 
Dopo la fuga da Napoli, seguì la madre a Roma. La famiglia reale alloggiò prima presso il Palazzo del Quirinale, ospite di papa Pio IX, e poi a Palazzo Farnese, di proprietà dei Borbone Due Sicilie. Maria Annunziata non vi rimase a lungo, in quanto l'anno dopo, nel 1862, fu fatta sposare all'arciduca Carlo Ludovico d'Asburgo-Lorena, fratello dell'imperatore austriaco.

## Matrimonio
Nel 1862 Maria Annunziata sposò l'arciduca austriaco Carlo Ludovico (1833-1896), figlio terzogenito dell'arciduca Francesco Carlo (1802-1878) e della principessa Sofia di Baviera (1805-1872), fratello minore dell'imperatore Francesco Giuseppe e vedovo da quattro anni. 
Il contratto di matrimonio venne ufficialmente stipulato nel 1862. La cerimonia ebbe luogo il 16 ottobre 1862 a Roma e il 21 ottobre a Venezia. 

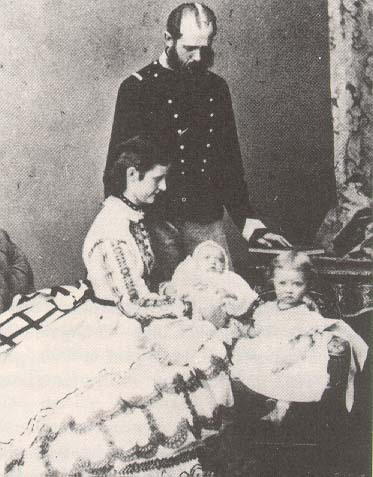
Maria Annunziata con il marito ed i figli

Nonostante le sue cattive condizioni di salute, Maria Annunziata e Carlo Ludovico ebbero quattro figli, tutti sani:
- Francesco Ferdinando (1863-1914), il cui assassinio a Sarajevo nel 1914 fu la causa scatenante della prima guerra mondiale
- Ottone Francesco (1865-1906), sposò Maria Giuseppina di Sassonia
- Ferdinando Carlo (1868-1915), sposò Bertha Czuber
- Margherita Sofia (1870-1902), sposò Alberto, duca di Württemberg

Maria Annunziata soffriva di periodi di depressione alternati a periodi di gioia, che suo marito dovette sopportare con rassegnazione e pazienza durante tutto il matrimonio.

## Morte
Maria Annunziata morì di tisi a soli 28 anni (il marito si risposerà con Maria Teresa del Portogallo, avendone 2 figlie). Venne sepolta nella Cripta dei Cappuccini a Vienna.

## Antenati
|                                                |                              |                                        | Genitori                                                   |  |  | Nonni |  |  | Bisnonni                       |  |  | Trisnonni           |  |
|                                                |                              |                                        |                                                            |  |  |       |  |  | Ferdinando I delle Due Sicilie |  |  | Carlo III di Spagna |  |
|                                                |                              |                                        |                                                            |  |  |       |  |  | Ferdinando I delle Due Sicilie |  |  | Carlo III di Spagna |  |
|                                                |                              | Principessa Maria Amalia di Sassonia   |                                                            |  |  |       |  |  | Ferdinando I delle Due Sicilie |  |  |                     |  |
| Francesco I delle Due Sicilie                  |                              |                                        |                                                            |  |  |       |  |  | Ferdinando I delle Due Sicilie |  |  |                     |  |
|                                                |                              | Arciduchessa Maria Carolina d'Austria  | Francesco I, Sacro Romano Imperatore                       |  |  |       |  |  |                                |  |  |                     |  |
|                                                |                              | Arciduchessa Maria Carolina d'Austria  | Francesco I, Sacro Romano Imperatore                       |  |  |       |  |  |                                |  |  |                     |  |
|                                                |                              | Arciduchessa Maria Carolina d'Austria  | Maria Teresa d'Austria                                     |  |  |       |  |  |                                |  |  |                     |  |
| Ferdinando II delle Due Sicilie                |                              | Arciduchessa Maria Carolina d'Austria  |                                                            |  |  |       |  |  |                                |  |  |                     |  |
|                                                |                              | Carlo IV di Spagna                     | Carlo III di Spagna                                        |  |  |       |  |  |                                |  |  |                     |  |
|                                                |                              | Carlo IV di Spagna                     | Carlo III di Spagna                                        |  |  |       |  |  |                                |  |  |                     |  |
|                                                |                              | Carlo IV di Spagna                     | Principessa Maria Amalia di Sassonia                       |  |  |       |  |  |                                |  |  |                     |  |
| Infanta Maria Isabella di Spagna               |                              | Carlo IV di Spagna                     |                                                            |  |  |       |  |  |                                |  |  |                     |  |
|                                                |                              | Principessa Maria Luisa di Parma       | Filippo I, Duca di Parma                                   |  |  |       |  |  |                                |  |  |                     |  |
|                                                |                              | Principessa Maria Luisa di Parma       | Filippo I, Duca di Parma                                   |  |  |       |  |  |                                |  |  |                     |  |
|                                                |                              | Principessa Maria Luisa di Parma       | Principessa Elisabetta di Francia                          |  |  |       |  |  |                                |  |  |                     |  |
| Principessa Maria Annunziata delle Due Sicilie |                              | Principessa Maria Luisa di Parma       |                                                            |  |  |       |  |  |                                |  |  |                     |  |
|                                                | Leopoldo II d'Asburgo-Lorena | Francesco I, Sacro Romano Imperatore   |                                                            |  |  |       |  |  |                                |  |  |                     |  |
|                                                | Leopoldo II d'Asburgo-Lorena | Francesco I, Sacro Romano Imperatore   |                                                            |  |  |       |  |  |                                |  |  |                     |  |
|                                                | Leopoldo II d'Asburgo-Lorena | Maria Teresa d'Austria                 |                                                            |  |  |       |  |  |                                |  |  |                     |  |
| Arciduca Carlo, Duca di Teschen                | Leopoldo II d'Asburgo-Lorena |                                        |                                                            |  |  |       |  |  |                                |  |  |                     |  |
|                                                |                              | Infanta Maria Luisa di Spagna          | Carlo III di Spagna                                        |  |  |       |  |  |                                |  |  |                     |  |
|                                                |                              | Infanta Maria Luisa di Spagna          | Carlo III di Spagna                                        |  |  |       |  |  |                                |  |  |                     |  |
|                                                |                              | Infanta Maria Luisa di Spagna          | Principessa Maria Amalia di Sassonia                       |  |  |       |  |  |                                |  |  |                     |  |
| Arciduchessa Maria Teresa d'Austria            |                              | Infanta Maria Luisa di Spagna          |                                                            |  |  |       |  |  |                                |  |  |                     |  |
|                                                |                              | Federico Guglielmo, Duca di Nassau     | Carlo Cristiano, Principe di Nassau-Weilburg               |  |  |       |  |  |                                |  |  |                     |  |
|                                                |                              | Federico Guglielmo, Duca di Nassau     | Carlo Cristiano, Principe di Nassau-Weilburg               |  |  |       |  |  |                                |  |  |                     |  |
|                                                |                              | Federico Guglielmo, Duca di Nassau     | Carolina d'Orange-Nassau                                   |  |  |       |  |  |                                |  |  |                     |  |
| Enrichetta di Nassau-Weilburg                  |                              | Federico Guglielmo, Duca di Nassau     |                                                            |  |  |       |  |  |                                |  |  |                     |  |
|                                                |                              | Burgravina Luisa Isabella di Kirchberg | Wilhelm Georg, Burggraf von Kirchberg, Graf von Hachenburg |  |  |       |  |  |                                |  |  |                     |  |
|                                                |                              | Burgravina Luisa Isabella di Kirchberg | Wilhelm Georg, Burggraf von Kirchberg, Graf von Hachenburg |  |  |       |  |  |                                |  |  |                     |  |
|                                                |                              | Burgravina Luisa Isabella di Kirchberg | Isabelle Auguste, Prinzessin Reuss zu Greiz                |  |  |       |  |  |                                |  |  |                     |  |
|                                                |                              | Burgravina Luisa Isabella di Kirchberg |                                                            |  |  |       |  |  |                                |  |  |                     |  |